# Communauté rurale de Mangagoulack
La Communauté rurale de Mangagoulack est une communauté rurale du Sénégal, de l'arrondissement de Tendouck située dans le département de Bignona, une subdivision de la région de Ziguinchordans la région historique de Casamance dans le sud du pays.
La communauté rurale est au sud de l'arrondissement de Tendouck.

## Géographie
Les 8 villages de la Communauté rurale sont :
- Affiniam
- Bodé
- Boutégol
- Boutem
- Diatock

*Djilapaô[réf. nécessaire]
- Elana
- Mangagoulack
- Tendouck